# Municipio de Franklin (condado de Huntingdon)
El municipio de Franklin (en inglés: Franklin Township) es un municipio ubicado en el condado de Huntingdon en el estado estadounidense de Pensilvania. En el año 2000 tenía una población de 447 habitantes y una densidad poblacional de 5.4 personas por km².

## Geografía
El municipio de Franklin se encuentra ubicado en las coordenadas 40°40′00″N 77°58′59″O / 40.66667, -77.98306.

## Demografía
Según la Oficina del Censo en 2000 los ingresos medios por hogar en la localidad eran de $38,864 y los ingresos medios por familia eran de $43,250. Los hombres tenían unos ingresos medios de $31,979 frente a los $23,250 para las mujeres. La renta per cápita de la localidad era de $19,295. Alrededor del 6,5% de la población estaba por debajo del umbral de pobreza.